# Blenkinsopp
Blenkinsopp var en civil parish 1866–1955 när det uppgick i Greenhead, i grevskapet Northumberland i England. Civil parish var belägen 5 km från Haltwhistle och hade 346 invånare år 1951. Det inkluderade byn Greenhead.